# FIFA Confederations Cup 2009
La FIFA Confederations Cup 2009 (in afrikaans: FIFA Konfederasiebeker 2009) fu l'8ª edizione della FIFA Confederations Cup, torneo organizzato dalla FIFA riservato alle squadre nazionali campioni mondiali e campioni continentali in carica. Si tenne in Sudafrica dal 14 al 28 giugno 2009, un anno prima del campionato del mondo.
In tale edizioni tre squadre parteciparono per la prima volta, Iraq, Italia e Spagna.
Il torneo fu vinto dal Brasile, campione uscente, che in finale batté 3-2 gli Stati Uniti.

## Stadi
| \| Johannesburg Pretoria Bloemfontein RustenburgFIFA Confederations Cup 2009 (Sudafrica) \| |                        |
| Johannesburg                                                                                | Pretoria               |
| Ellis Park Stadium                                                                          | Loftus Versfeld        |
| Capienza: 62 567                                                                            | Capienza: 51 762       |
|                                                                                             |                        |
| Bloemfontein                                                                                | Rustenburg             |
| Free State Stadium                                                                          | Royal Bafokeng Stadium |
| Capienza: 48 000                                                                            | Capienza: 42 000       |
|                                                                                             |                        |
| Johannesburg Pretoria Bloemfontein RustenburgFIFA Confederations Cup 2009 (Sudafrica)       |                        |

La FIFA aveva designato anche la città di Port Elizabeth, ma il ritardo dei lavori per la ristrutturazione dello stadio causò la bocciatura (l'8 luglio 2008) da parte del massimo organismo del calcio mondiale per poter ospitare la Confederations Cup 2009; tuttavia per il campionato del mondo 2010 fu presente.

## Formula
Le otto squadre vennero divise in due gironi all'italiana di quattro squadre ciascuno. Le prime due classificate di ogni girone si qualificarono per la fase ad eliminazione diretta.

## Squadre partecipanti
| Pr. | Squadra       | Data di qualificazione certa | Confederazione | Partecipante in quanto                              | Partecipazioni precedenti al torneo |
| --- | ------------- | ---------------------------- | -------------- | --------------------------------------------------- | ----------------------------------- |
| 1   | Sudafrica     | 15 maggio 2004               | CAF            | Nazione organizzatrice                              | 1 (1997)                            |
| 2   | Italia        | 9 luglio 2006                | UEFA           | Vincitrice del Campionato mondiale di calcio 2006   | -                                   |
| 3   | Stati Uniti   | 24 giugno 2007               | CONCACAF       | Vincitrice della CONCACAF Gold Cup 2007             | 3 (1992, 1999, 2003)                |
| 4   | Brasile       | 15 luglio 2007               | CONMEBOL       | Vincitrice della Copa América 2007                  | 5 (1997, 1999, 2001, 2003, 2005)    |
| 5   | Iraq          | 29 luglio 2007               | AFC            | Vincitrice della Coppa d'Asia 2007                  | -                                   |
| 6   | Egitto        | 10 febbraio 2008             | CAF            | Vincitrice della Coppa delle nazioni africane 2008  | 1 (1999)                            |
| 7   | Spagna        | 29 giugno 2008               | UEFA           | Vincitrice del Campionato europeo di calcio 2008    | -                                   |
| 8   | Nuova Zelanda | 6 settembre 2008             | OFC            | Vincitrice della Coppa delle nazioni oceaniane 2008 | 2 (1999, 2003)                      |

Nota bene: nella sezione "partecipazioni precedenti al torneo", le date in grassetto indicano che la nazione ha vinto quella edizione del torneo, mentre le date in corsivo indicano la nazione ospitante.

## Sorteggio dei gruppi
Il sorteggio per determinare i due gruppi si è svolto il 22 novembre 2008 a Johannesburg. Il Sudafrica, unica testa di serie del sorteggio, è stata posizionata automaticamente nel Gruppo A. Le nazionali appartenenti alla stessa confederazione non potevano essere sorteggiate nello stesso gruppo: di conseguenza, l'Egitto è stato collocato nel Gruppo B, mentre Italia e Spagna non potevano incontrarsi tra di loro.

## Pallone ufficiale

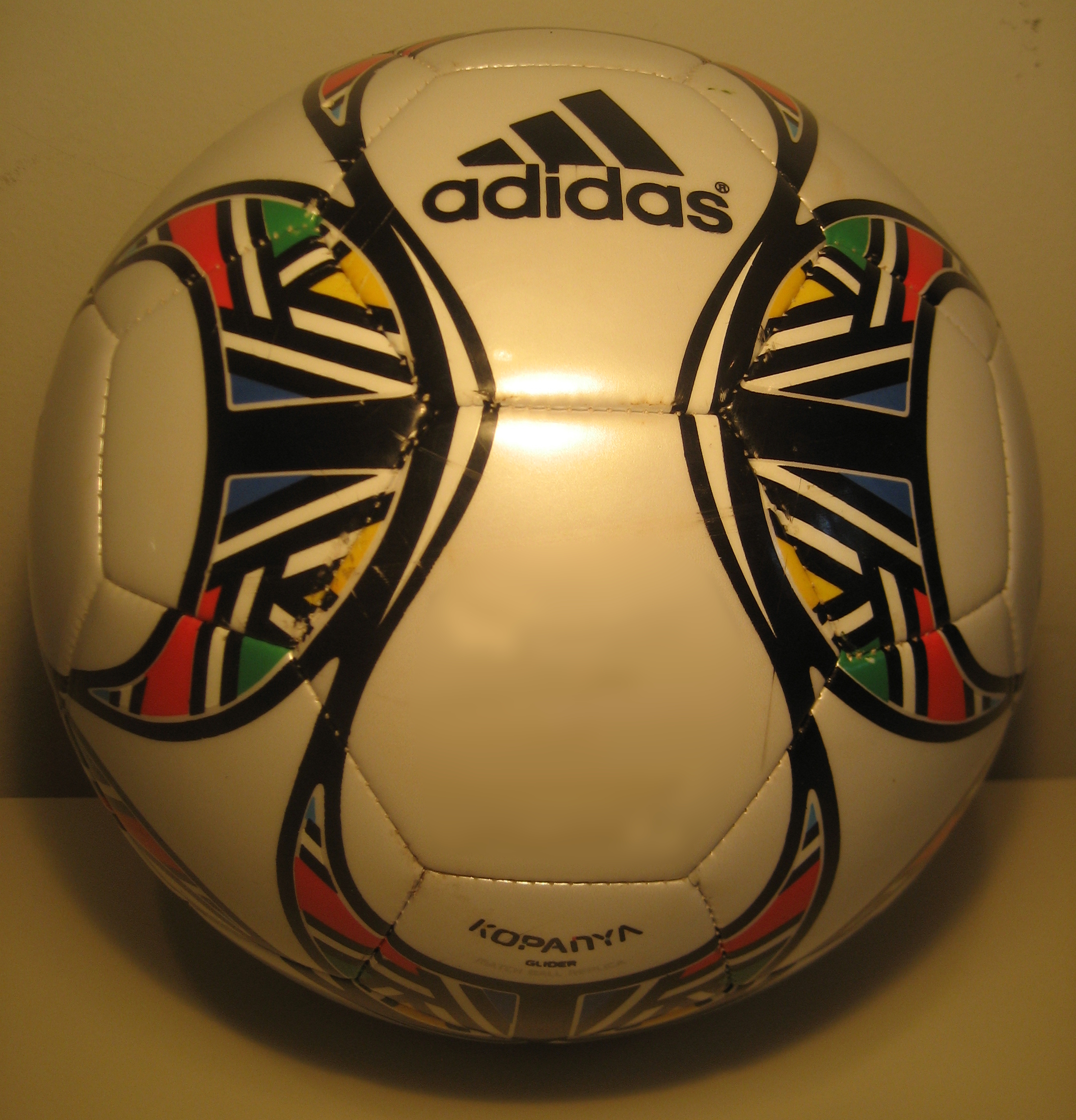
Una replica dell'Adidas Kopanya con la struttura a 32 pannelli

Il pallone ufficiale per la FIFA Confederations Cup 2009 è stato l'Adidas Kopanya, che significa "uniamoci insieme" nelle lingue sotho, una delle undici lingue del Sudafrica.
La configurazione a pannelli del pallone è la stessa del Teamgeist e dell'Europass. Il pallone è bianco, accentuato da linee nere e dettagliato con i tipici disegni Ndebele in rosso, giallo, verde e blu, ma presenta una variante gialla.

## Arbitri

### Lista delle terne
La squadra arbitrale designata dalla FIFA era composta da 10 arbitri e 20 assistenti, per un totale di 30 ufficiali. La seconda delle due terne africane, capitanata all'arbitro delle Seychelles Maillet, è di riserva.
Le terne di seguito riportate sono suddivise per confederazione d'appartenenza.
AFC
- Matthew Breeze
  - Assistenti:  Matthew Cream;  Ben Wilson.

CAF
- Coffi Codjia
  - Assistenti:  Komi Konyoh;  Alexis Fassinou.
- Eddy Maillet
  - Assistenti:  Evarist Menkouande;  Bechir Hassani.

CONCACAF
- Benito Archundia
  - Assistenti:  Marvin Torrentera;  Héctor Vergara.

CONMEBOL
- Jorge Larrionda
  - Assistenti:  Pablo Fandiño;  Mauricio Espinosa.

- Pablo Pozo
  - Assistenti:  Patricio Basualto;  Francisco Mondria.

OFC
- Michael Hester
  - Assistenti:  Jan Hendrik-Hintz;  Mark Rule.

UEFA
- Massimo Busacca
  - Assistenti:  Matthias Arnet;  Francisco Buragina.
- Martin Hansson
  - Assistenti:  Fredrik Nilsson;  Henrik Andrén.
- Howard Webb
  - Assistenti:  Peter Kirkup;  Michael Mullarkey.

Pablo Pozo (Cile) e Benito Archundia (Messico) con relativi assistenti sono subentrati in un secondo momento, in sostituzione di due terne originariamente convocate ma poi mandate a casa per non aver superato alcuni test obbligatori, lamentando problemi fisici. Il messicano ha sostituito il guatemalteco Carlos Batres, mentre il cileno ha preso il posto del paraguaiano Carlos Amarilla.

### Il caso Brasile — Egitto
Sul punteggio di 3 goal pari nei minuti finali di gara, un difensore egiziano toccò la palla con la mano sulla propria linea di porta.
L'arbitro inglese Howard Webb a tutta prima concesse calcio d'angolo a favore del Brasile, non essendosi avveduto del fallo di mano, ma su successiva segnalazione del proprio assistente concesse rigore ai verde-oro ed espulse il difensore egiziano.
La federcalcio egiziana presentò ricorso alla FIFA sostenendo che l'assistente non avrebbe potuto vedere la scena senza l'ausilio di un supporto televisivo (fossero i maxischermi nello stadio o qualche monitor a bordo campo, le cui immagini all'epoca non erano acquisibili come prova).
La FIFA rigettò il ricorso sostenendo che la decisione di Webb fu presa grazie alla collaborazione con il suo assistente, il quale aveva visto bene la scena nonostante il tempo intercorso tra l'azione e il provvedimento disciplinare, e non aveva avuto bisogno di alcun ausilio tecnologico.

## Avvenimenti
Nel primo girone, i campioni d'Europa della Spagna e i padroni di casa del Sudafrica hanno vita facile a sbarazzarsi di Iraq e Nuova Zelanda: per gli oceaniani c'è addirittura la disfatta del 5-0 subìto dagli iberici, con Torres a segno per tre volte. Appare invece più equilibrato il secondo gruppo, dove gli Stati Uniti perdono le prime due gare senza però venire eliminati: la già certa qualificazione del Brasile, infatti, lascia gli americani in corsa con Egitto e Italia. Con il 3-0 incassato dai verdeoro, gli azzurri escono dal torneo in favore proprio degli statunitensi: a premiare questi, vittoriosi sugli africani, è il maggior numero di gol (4 a 3) con la differenza-reti in parità.
L'esaltante momento di forma americano prosegue in semifinale, dove la Spagna viene sconfitta a sorpresa. Nell'altro incontro, il Sudafrica resiste al Brasile sino a pochi minuti dalla fine prima di crollare per un gol di Daniel Alves.
Le due finali ripropongono, pertanto, "rematch" della fase a gruppi: gli iberici ottengono la medaglia di bronzo, superando la nazione ospitante nel prolungamento. La sfida per il primo posto vede Brasile e Stati Uniti nuovamente di fronte, a 10 giorni dall'altro confronto: i campioni del Sudamerica realizzano altre 3 reti, vincendo in rimonta dopo il 2-0 del primo tempo e bissando la coppa già vinta quattro anni prima.

## Risultati

### Fase a gironi

#### Gruppo A

##### Classifica
| Pos. | Squadra       | Pt | G | V | N | P | GF | GS | DR |
| ---- | ------------- | -- | - | - | - | - | -- | -- | -- |
| 1.   | Spagna        | 9  | 3 | 3 | 0 | 0 | 8  | 0  | +8 |
| 2.   | Sudafrica     | 4  | 3 | 1 | 1 | 1 | 2  | 2  | 0  |
| 3.   | Iraq          | 2  | 3 | 0 | 2 | 1 | 0  | 1  | −1 |
| 4.   | Nuova Zelanda | 1  | 3 | 0 | 1 | 2 | 0  | 7  | −7 |

##### Risultati
| Johannesburg 14 giugno 2009, ore 16:00 UTC+2 | Sudafrica       | 0 – 0 referto | Iraq | Ellis Park Stadium (48 837 spett.)\| Arbitro: \| Jorge Larrionda \| |
| Arbitro:                                     | Jorge Larrionda |               |      |                                                                     |

| Arbitro: | Coffi Codjia |

|  |           |                                            |
|  | Marcatori | 6’, 14’, 17’ Torres 24’ Fàbregas 48’ Villa |

| Arbitro: | Matthew Breeze |

|           |           |  |
| Villa 55’ | Marcatori |  |

| Arbitro: | Benito Archundia |

|                 |           |  |
| Parker 21’, 52’ | Marcatori |  |

| Johannesburg 20 giugno 2009, ore 20:30 UTC+2 | Iraq        | 0 – 0 referto | Nuova Zelanda | Ellis Park Stadium (23 295 spett.)\| Arbitro: \| Howard Webb \| |
| Arbitro:                                     | Howard Webb |               |               |                                                                 |

| Arbitro: | Pablo Pozo |

|                        |           |  |
| Villa 52’ Llorente 72’ | Marcatori |  |

#### Gruppo B

##### Classifica
| Pos. | Squadra     | Pt | G | V | N | P | GF | GS | DR |
| ---- | ----------- | -- | - | - | - | - | -- | -- | -- |
| 1.   | Brasile     | 9  | 3 | 3 | 0 | 0 | 10 | 3  | +7 |
| 2.   | Stati Uniti | 3  | 3 | 1 | 0 | 2 | 4  | 6  | −2 |
| 3.   | Italia      | 3  | 3 | 1 | 0 | 2 | 3  | 5  | −2 |
| 4.   | Egitto      | 3  | 3 | 1 | 0 | 2 | 4  | 7  | −3 |

##### Risultati
| Arbitro: | Howard Webb |

|                                                 |           |                          |
| Kaká 5’, 90+1’ (rig.) Luís Fabiano 11’ Juan 37’ | Marcatori | 9’, 55’ Zidan 54’ Shawky |

| Arbitro: | Pablo Pozo |

|                    |           |                               |
| Donovan 41’ (rig.) | Marcatori | 59’, 90+4’ Rossi 72’ De Rossi |

| Arbitro: | Massimo Busacca |

|  |           |                                       |
|  | Marcatori | 7’ Felipe Melo 20’ Robinho 62’ Maicon |

| Arbitro: | Martin Hansson |

|           |           |  |
| Homos 40’ | Marcatori |  |

| Arbitro: | Benito Archundia |

|  |           |                                          |
|  | Marcatori | 37’, 43’ Luís Fabiano 45’ (aut.) Dossena |

| Arbitro: | Michael Hester |

|  |           |                                    |
|  | Marcatori | 21’ Davies 63’ Bradley 71’ Dempsey |

### Fase a eliminazione diretta

#### Tabellone
|  | Semifinali  | Semifinali  | Semifinali |         |             | Finale          | Finale          | Finale          |  |
|  |             |             |            |         |             |                 |                 |                 |  |
|  | Spagna      | Spagna      | 0          |         |             |                 |                 |                 |  |
|  | Spagna      | Spagna      | 0          |         |             |                 |                 |                 |  |
|  | Stati Uniti | Stati Uniti | 2          |         |             |                 |                 |                 |  |
|  | Stati Uniti | Stati Uniti | 2          |         | Stati Uniti | Stati Uniti     | 2               |                 |  |
|  |             |             |            |         | Stati Uniti | Stati Uniti     | 2               |                 |  |
|  |             |             | Brasile    | Brasile | 3           |                 |                 |                 |  |
|  | Brasile     | Brasile     | Brasile    | Brasile | 3           | 1               |                 |                 |  |
|  | Brasile     | Brasile     |            |         |             | 1               |                 |                 |  |
|  | Sudafrica   | Sudafrica   | 0          |         |             | Finale 3º posto | Finale 3º posto | Finale 3º posto |  |
|  | Sudafrica   | Sudafrica   | 0          |         |             |                 |                 |                 |  |
|  |             |             |            |         |             |                 |                 |                 |  |
|  |             |             |            |         |             | Spagna (dts)    | Spagna (dts)    | 3               |  |
|  |             |             |            |         |             | Spagna (dts)    | Spagna (dts)    | 3               |  |
|  |             |             |            |         |             | Sudafrica       | Sudafrica       | 2               |  |

#### Semifinali
| Arbitro: | Jorge Larrionda |

|  |           |                          |
|  | Marcatori | 27’ Altidore 74’ Dempsey |

| Arbitro: | Massimo Busacca |

|                |           |  |
| Dani Alves 88’ | Marcatori |  |

#### Finale 3º posto
| Arbitro: | Matthew Breeze |

|                                 |           |                   |
| Güiza 88’, 89’ Xabi Alonso 107’ | Marcatori | 73’, 90+3’ Mphela |

#### Finale
| Arbitro: | Martin Hansson |

|                         |           |                                 |
| Dempsey 10’ Donovan 27’ | Marcatori | 46’, 74’ Luís Fabiano 84’ Lúcio |

## Classifica marcatori
5 reti
- Luís Fabiano

3 reti
- Fernando Torres
- David Villa
- Clint Dempsey

2 reti
- Kaká
- Mohamed Zidan
- Giuseppe Rossi
- Daniel Güiza
- Landon Donovan
- Katlego Mphela
- Bernard Parker

1 rete
- Dani Alves
- Felipe Melo
- Juan
- Lúcio
- Maicon
- Robinho
- Homos
- Mohamed Shawky
- Daniele De Rossi
- Xabi Alonso
- Cesc Fàbregas
- Fernando Llorente
- Jozy Altidore
- Michael Bradley
- Charlie Davies

Autoreti
- Andrea Dossena (1, pro Brasile)

## Premi
| Pallone d'Oro:     | Scarpa d'Oro:     | Guanti d'Oro: | Premio Fair Play: |
| ------------------ | ----------------- | ------------- | ----------------- |
| Kaká               | Luís Fabiano      | Tim Howard    | Brasile           |
| Pallone d'Argento: | Scarpa d'Argento: |               |                   |
| Luís Fabiano       | Fernando Torres   |               |                   |
| Pallone di Bronzo: | Scarpa di Bronzo: |               |                   |
| Clint Dempsey      | David Villa       |               |                   |